# Trenggalek (kabupatenhuvudort i Indonesien)
Trenggalek är en kabupatenhuvudort i Indonesien.   Den ligger i provinsen Jawa Timur, i den västra delen av landet, 600 km öster om huvudstaden Jakarta. Trenggalek ligger 113 meter över havet och antalet invånare är 29 083.
Terrängen runt Trenggalek är huvudsakligen kuperad, men den allra närmaste omgivningen är platt.Runt Trenggalek är det mycket tätbefolkat, med 1 266 invånare per kvadratkilometer. Det finns inga andra samhällen i närheten. Omgivningarna runt Trenggalek är en mosaik av jordbruksmark och naturlig växtlighet.